# Harold Wolff
Harold G. Wolff (ur. 1898 w Nowym Jorku - zm. 21 lutego 1962) – amerykański neurolog.
Był jedynym synem Louisa i Emmy Wolff. W 1923 skończył Harvard Medical School. Pomiędzy 1926 - 1928 pracował ze Stanleyem Cobbem. Był profesorem neurologii w Cornell University Medical College i dyrektorem neurologii w New York Hospital. Był autorytetem w dziedzinie bóli głowy i autorem kilkuset publikacji i około 12 monografii. Był edytorem czasopisma "Archives of Neurology". Opracował teorię naczyniowa napadów migreny. Przez wiele lat sam doświadczał napadów migreny.